# Пенула
Пенула (лат. paenula) — давньоримський плащ, схожий на пончо (тобто великий шмат тканини з отвором для голови, що висить складками навколо тіла).
Спочатку його носили лише раби, воїни та люди низького статусу; однак у III столітті він був прийнятий модниками як зручний плащ для верхової їзди чи подорожі. І нарешті, відповідно до закону про перевагу від 382 (Кодекс Феодосія XIV. 10, 1, de habitu . . . intra urbem ), він був наказаний як належне повсякденне вбрання сенаторів, замість військових хламід; при цьому тога призначалася для державних заходів  .